# Aerodramus maximus
Aerodramus maximus е вид птица от семейство Бързолетови (Apodidae). Видът е незастрашен от изчезване.

## Разпространение
Разпространен е в Бруней, Индонезия, Малайзия, Мианмар, Сингапур, Тайланд и Виетнам.